# Панамериканське шосе

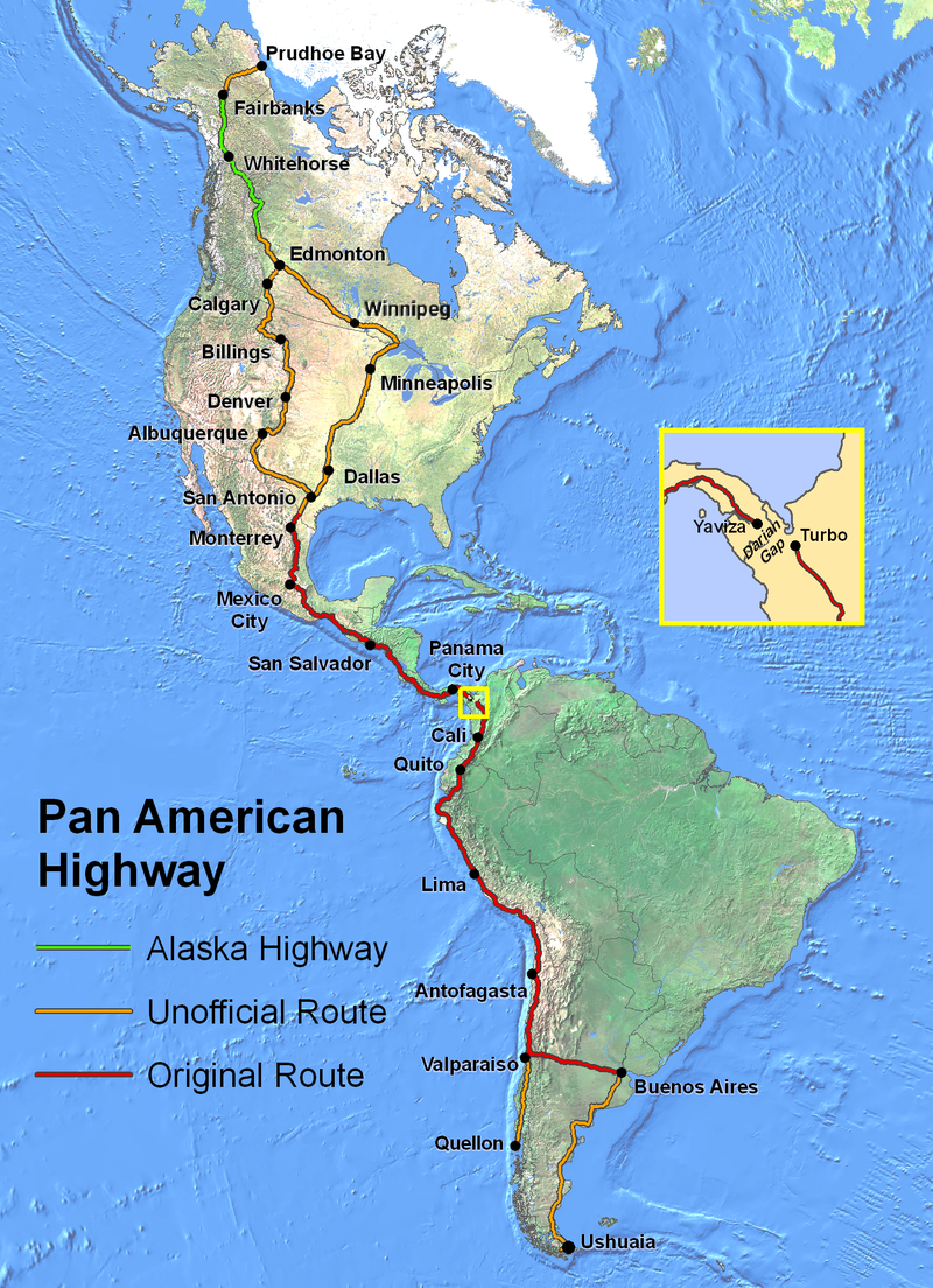
Схема Панамериканського шосе від селища Прадхої-Бей, США до міста Ушуая, Аргентина.

Панамериканське шосе (англ. Pan-American Highway, фр. Autoroute Panaméricaine, ісп. Carretera Panamericana, Autopista Panamericana, Vía Panamericana, порт. Rodovia, Auto-estrada Pan-americana) — мережа автодоріг в Америці, сумарна протяжність яких становить 48 тис. км. Якщо не враховувати 87-кілометровий Дар'єнський пропуск, розташований в горах та джунглях на межі Панами і Колумбії, Панамериканське шосе об'єднує національні мережі доріг континентальних держав Америки в єдину систему.
Згідно з Книгою рекордів Гіннеса, Панамериканське шосе — найдовша автомобільна траса у світі, проте на стандартних транспортних засобах проїхати через Дар'єнський пропуск в Центральній та Південній Америці неможливо.

## Розробка і спорудження
Концепція створення дороги від одного краю Америки до іншого була вперше запропонована на Першій Панамериканській конференції в 1889 році (тоді у варіанті залізниці), проте ніяких дій не послідувало. Ідея Панамериканського шосе знову виникла на П'ятій конференції Американських країн в 1923 році. Перша конференція Панамериканського шосе була проведена 5 жовтня 1925 року в Буенос-Айресі. Серед країн Латинської Америки першою свою частину дороги завершила Мексика в 1950 році.

## Опис
Панамериканське шосе починається в селищі нафтовиків Прадхої-Бей (родовище Прудо-Бей, Аляска) і закінчується в південних районах Південної Америки. Шосе проходить через безліч різних кліматичних і екологічних районів — від густих тропічних лісів до холодних гірських перевалів. Деякі ділянки шосе прохідні тільки в сухий сезон.

### Північна частина шосе
На території США і Канади положення шосе офіційно не визначено, хоча декілька міжштатних автомагістралей називаються «Пан-Американськими». Серед відомих відрізків північної частини Панамериканського шосе — шосе «Аляска» і Інтерамериканське шосе (ділянка між США і Панамським каналом). Обидва ці відрізки були побудовані в роки Другої Світової війни для постачання важливих регіонів, не боячись атак з боку німецьких підводних човнів. Інтерамериканське шосе, що починається від міста Нуево-Ларедо на межі Мексики і США, є першою офіційною частиною дороги. Шосе тягнеться на південь, проходячи через ряд великих міст Мексики (Монтеррей, Мехіко, Оахака та інші), а також через столиці майже всіх держав Центральної Америки, за винятком Тегусігальпи (Гондурас) і Беліза (Беліз).

### Дар'єнський пропуск
Дар'єнський пропуск є 87-кілометровою ділянкою вологого тропічного лісу та гір між Панамським каналом і північно-західною частиною Колумбії. Протести місцевого населення, що побоюється за самобутність своєї культури, екологів і занепокоєність урядів є причиною незавершеності шосе на даній ділянці. Екологи побоюються за збереження національних парків (наприклад, парк Дар'єн входить до Світової спадщини ЮНЕСКО), а офіційні особи не хочуть допустити збільшення наркотрафіку з Колумбії.
Одна із запропонованих альтернатив шосе на даній ділянці — коротка поромна лінія з міста Турбо в затоці Ураба до нового панамського порту.

### Південна частина шосе
У Південній Америці Панамериканське шосе проходить по території Колумбії через гірські долини Анд і долину річки Каука. З Боготи відходить відгалуження на Каракас. По гірському плато Еквадору шосе проходить через міста Кіто і Куенка, а потім по тихоокеанському узбережжю шосе доходить до міста Ліма (Перу). Далі шосе розгалужується: одна гілка йде через Арекіпу (Перу) і Ла-Пас (Болівія) до Буенос-Айреса (Аргентина), а друга — через місто Сантьяго (Чилі) і перевал Успаята до міст Мендоса, Мерседес і далі до Буенос-Айреса.
Іноді в систему включають декілька відгалужень, таких як до чилійського міста Пуерто-Монтт (до міста Кейон із поромною переправою) і до аргентинського міста Ушуая (також з поромною переправою).

## Країни

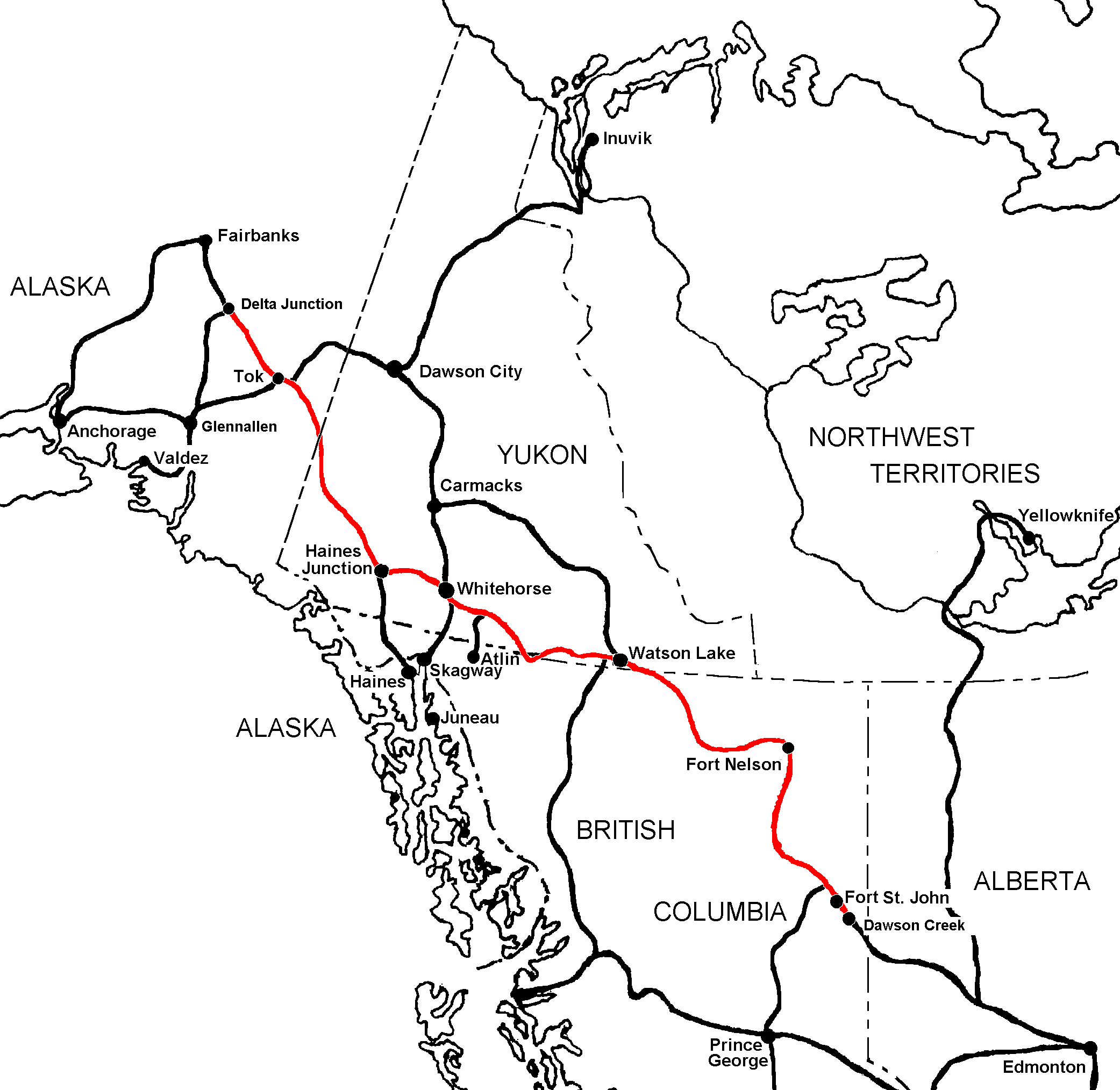
Карта шосе «Аляска» (червона), яка неофіційно входить до системи Панамериканського шосе.

Панамериканське шосе проходить по території 14 країн:
- Канада (неофіційно)
- США (неофіційно)
- Мексика
- Гватемала
- Сальвадор
- Гондурас
- Нікарагуа
- Коста-Рика
- Панама
- Колумбія
- Еквадор
- Перу
- Чилі
- Аргентина

Важливі відгалуження також розташовуються в Болівії, Бразилії, Парагваї, Уругваї і Венесуелі.

## Галерея

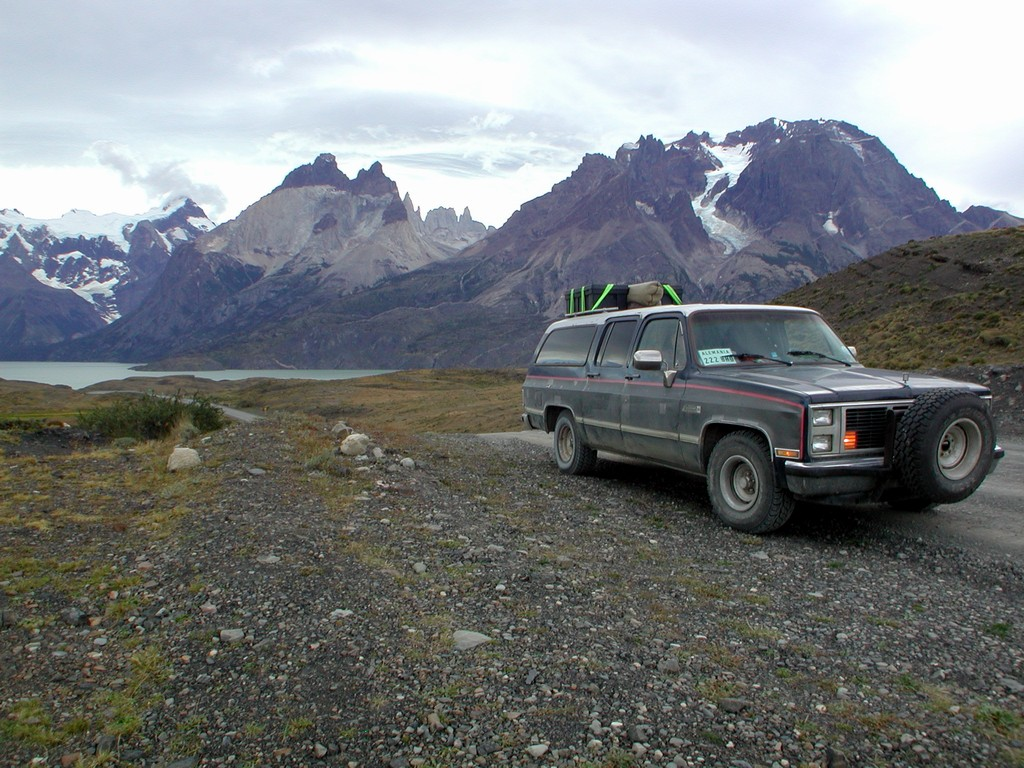
Панамериканське шосе: Прадхо-Бей - Ушуая - GMC Sierra 1986 - попереду Торрес-дель-Пайне.